# Публий Корнелий Руфин (консул 290 пр.н.е.)
Вижте пояснителната страница за други личности с името Публий Корнелий Руфин.
Публий Корнелий Руфин (на латински: Publius Cornelius Rufinus) e политик на Римската република.
Произлиза от род Корнелии. Вероятно е син на Публий Корнелий Руфин (диктатор 333 пр.н.е.) и баща на Публий Корнелий Сула (фламин 270 – 250 пр.н.).
През 290 пр.н.е. той е консул с колега Маний Курий Дентат. Те привършват Третата самнитска война и подчиняват сабините. За победата си празнува триумф.
През 285 пр.н.е. Руфин е диктатор. През 277 пр.н.е. той е консул с колега Гай Юний Бубулк Брут и завладява през Пировата война град Кротон. Руфин е изхвърлен от сената през 275 пр.н.е. от цензора Гай Фабриций Лусцин, поради неспазване на закона за въздържанието на сенаторите от лукса – той притежавал десет фунта сребърни прибори.